# Grækenland
|  | Denne artikel omhandler den moderne republik Grækenland. Der findes også en artikel om Oldtidens Grækenland. |
Grækenland (græsk: Ελλάδα, tr. Elláda), officielt Den Hellenske Republik (Ελληνική Δημοκρατία, tr. Ellinikí Dhimokratía) er et land i den sydøstlige del af Europa på sydspidsen af Balkanhalvøen. Landet ligger strategisk på skillevejen mellem Europa, Asien og Afrika. Det deler landegrænser med Albanien mod nordvest, Nordmakedonien og Bulgarien mod nord og Tyrkiet mod nordøst. Mod øst ligger Det Ægæiske Hav, mod vest Det Ioniske Hav og mod syd Det Libyske Hav, alle dele af Middelhavet.
Athen er hovedstad og landets største by. Andre større byer er Thessaloniki, Patras og Iraklio. Landet er præget af bjerge og har en meget varieret geologi. Landet er sunket, så de kystnære arealer er delvist under vand. På grund af disse ændringer er øbuerne over Det Ægæiske Hav opstået. Hele området er strukturelt ustabilt, og jordskælv er meget almindelige. Grækenland har mere end 2.500 øer, heriblandt mange kendte feriedestinationer: Kreta, Korfu, Santorini, Rhodos og Kos. Landet har et typisk middelhavsklima med milde og regnfulde vintre og varme og tørre somre. Middelhavsområdet er stærkt påvirket af skovbrande. I sommeren 2007 resulterede ekstrem tørke og rekordhøje temperaturer i, at landet oplevede de værste skovbrande i 150 år.
Grækenland betragtes af mange som den vestlige civilisations vugge og har en lang og omfattende historie, og dets indflydelse spredte sig over tre kontinenter. Grækenlands militærdiktatur ophævede ulovligt demokratiet og monarkiet i 1973, efter at Kong Konstantin 2., der først støttede militærdiktaturet, forsøgte et modkup. Ved en folkeafstemning og forfatningsændring efter diktaturets fald blev monarkiet afskaffet i 1974. Herefter har Grækenland været et demokrati efter moderne vestlig standard, og landet blev medlem af EU i 1981.
Grækenlands økonomi er meget afhængig af turisme, landbrug og skibsfart. Handelsskibsflåden er en af de største i verden. Vigtige varer, der bliver eksporteret, er mad og drikkevarer, petroleum, stål, olivenolie og tobak. I 2001 indtrådte landet i eurozonen, og i 2002 blev de græske drakmer erstattet af euroen. Grækenland har været særdeles hårdt ramt af den finansielle og økonomiske krise. I 2009 fremgik det, at landet havde opbygget et enormt budgetunderskud og en enorm statsgæld. Det har ført landet ind i historisk store økonomiske vanskeligheder og har bragt hele eurosamarbejdet på prøve. Statsapparatet har været præget af generøse bonusser og tjenester, og det har åbnet op for en korruptionskultur. Landet har modtaget flere hjælpepakker fra EU og i oktober 2013 var landets arbejdsløshed på 27,8 procent.

## Historie

### Oldtiden
Oldtidens Grækenland kan afgrænses tidsmæssigt og geografisk til en næsten tusindårig periode til kristendommens gennembrud, og til et område som omfattede meget af Middelhavs- og Sortehavsområderne. Oldtidens Grækenland bliver regnet som den vigtigste grundlæggende kultur for den vestlige civilisation. Græsk kultur påvirkede Romerriget, som igen satte sit præg på den europæiske kultur.
De gamle grækeres civilisation har haft stor indflydelse på sprog, politik, uddannelse, filosofi, videnskab, kunst og arkitektur i den moderne verden. Den græske kultur var også katalysator for renæssancen i 1400-1500-tallet. Begrebet ”Antikkens Hellas” er brugt til at skildre den græsktalende verden i antikken. Begrebet refererer også til områderne med hellensk kultur, som var beboet af grækere: Cypern og De ægæiske øer, kysten omkring Det Ægæiske Hav, Anatolien (dengang kendt som Ionien), Sicilien og Syditalien, og de spredte, græske bosættelser på kysten af Illyrien, Thrakien, Egypten, Kyrene, Sydfrankrig og øst og nordøst på Den Iberiske Halvø.

### Nyere historie
Grækenland var under det Osmanniske Rige fra 1359 til 1830, hvor landet fik selvstændighed efter Den græske uafhængighedskrig.
Grækenlands historie til 1974 var præget af skiftende regeringer, lovlige som diktaturer. Det medførte megen uro i landet, da to konger blev afsat i 1914, og landet i 1924 igen blev republik. I begyndelsen af 2. verdenskrig blev Grækenland angrebet af Benito Mussolinis Italien. Det lykkedes grækerne at slå angrebet tilbage, men i 1941 besatte Nazityskland Grækenland. Det skønnes, at ca. 370.000 grækere (ca. 7% af befolkningen) mistede livet under 2. verdenskrig - mange af sult.
I 1944 fordrev modstandsbevægelsen den tyske besættelsesmagt ud af Grækenland. England forsøgte at genindsætte kongen, der var i eksil i London, men størsteparten af modstandsbevægelsen, især den kommunistiske, modsatte sig det. Det førte til den græske borgerkrig (1946-49), som sluttede med de borgerliges og royalisternes sejr i 1949 med støtte fra Storbritannien og USA. Borgerkrigen var præget af grusomme overgreb fra begge sider, både på modpartens styrker og på civilbefolkningen. Allerede i 1946 var kong Georg 2. vendt tilbage til Grækenland og blev fulgt af kong Paul 1. i 1947. Kong Konstantin 2., Pauls søn, fulgte ham på tronen i 1964 og blev senere gift med prinsesse Anne-Marie af Danmark, søster til Dronning Margrethe.
Efter et militærkup den 21. april 1967 forsøgte kong Konstantin den 13. december 1967 at tage magten tilbage fra militæret, men det mislykkedes, og han og dronning Anne-Marie måtte med deres børn flygte fra Grækenland. I 1974 udråbte oberst Georgios Papadopoulos sig selv til præsident i Grækenland. Militæret havde magten i landet til Tyrkiet invaderede Cypern samme år, og militærregeringen blev afsat. Ved en folkeafstemning i 1974 besluttede grækerne, at kongen ikke skulle vende tilbage, men i 2004 fik kongefamilien lov til igen at bosætte sig i Grækenland. Fra 1945 til 1974 var den græske befolkning udsat for en kommunistjagt, der medførte, at demokratiet var meget anstrengt, da alle venstreorienterede, også ikke-kommunister, blev forfulgt. Endog centrumorienterede og borgerlige kom i klemme, når de krævede demokrati.

## Geografi

### Græske øer
Grækenland består af mellem 1.200 og 6.000 øer, afhængigt af hvordan man definerer en ø, heraf er 227 beboede med Kreta i syd som den største og Evvia som den næststørste, kun adskilt fra fastlandet af det smalle stræde Euripussundet. Nogle af øerne ligger tæt på Tyrkiet i øgruppen Dodekaneserne med bl.a. Rhodos, Kos og Karpathos som de største og bedst kendte for skandinaviske turister, der har besøgt øerne siden 1960'erne. De Saroniske Øer ligger syd for Athen, nogle af dem i den Saroniske Bugt. Øerne ligger også tæt på Peloponnes-halvøen. Kykladerne ligger midt i Ægæerhavet med blandt andre Santorini og Mykonos som populære rejsemål. De Ioniske Øer, også kendt som Eptanisa, ligger i det Ioniske Hav vest for Peloponnes og fastlandet, med øer som Korfu, Kefallonia, Lefkada og Zákynthos blandt de største og den lille ø Ithaka, der kendes fra Homers bog Iliaden, som øen hvor Odysseus kom fra.

### Klima
Klimaet i Grækenland er primært middelhavsklima med milde våde vintre og varme tørre somre langs kysten med Athen, Kykladerne, Dodekaneserne, Kreta, Peloponnes, de joniske øer og dele af den centrale kontinentale region. Pindus-bjergkæden har stærk indflydelse på landets klima: de områder, der ligger vest for Pindus bjergkæden, er betydeligt vådere end områder øst for bjergkæden.
De bjergrige egne i Nordvestgrækenland (dele af Ipiros, Centralgrækenland, Thessalien, Vestmakedonien) og i de bjergrige centrale dele af Peloponnes  med dele af Akhaia, Arkadien og Lakonien – har Alpint klima med kraftig nedbør med sne. De dele af Grækenland, der ligger inde i landet i Nordgrækenland, Centralmakedonien og Østmakedonien og Thrakien, har tempereret klima med kolde, fugtige vintre og varme, tørre somre med hyppige uvejr. Snevejr ses hvert år i bjergene og i de nordlige egne, og snebyger er ikke ukendte selv i lavtliggende sydlige områder som Athen.

## Administrativ opdeling

### Regioner
Efter den nyeste kommunalreform (Kallikratis-programmet) trådte i kraft 1. januar 2011 består Grækenland af 13 regioner og 325 kommuner, heraf 65 med over 50.000 indbyggere. Med en reform i 2018 (Cleisthenes-programmet) øgedes antallet til 332 kommuner, med fx Korfu, der gik fra en kommune til fire. De tidligere 54 præfekturer er stort set bevaret som delregioner. Samtidig er i alt syv administrative områder - hver på mellem en og tre regioner - oprettet for at leve op til krav af EU's administration af tilskud fra strukturfonde. Der er ét autonomt område, Athosbjerget, som administreres af den ortodokse kirke. Det udgør halvøen Athos og grænser op til regionen Centrale Makedonien.
|      | \| Nr. \| Region \| Hovedby \| Areal (km²) \| Areal (sq. mi.) \| Befolkning[12] \| BNP (mia.)[13] \| \| ---- \| ------------------------- \| ------------ \| ----------- \| --------------- \| -------------- \| -------------- \| \| 1 \| Attika \| Athen \| 3.808,10 \| 1,470.32 \| 3.828.434 \| €103,334 \| \| 2 \| Centrale Grækenland \| Lamia \| 15.549,31 \| 6,003.62 \| 546.870 \| €12,530 \| \| 3 \| Centrale Makedonien \| Thessaloniki \| 18.810,52 \| 7,262.78 \| 1.874.590 \| €34,458 \| \| 4 \| Kreta \| Heraklion \| 8.259 \| 3,189 \| 621.340 \| €12,854 \| \| 5 \| Østmakedonien og Thrakien \| Komotini \| 14.157,76 \| 5,466.34 \| 606.170 \| €9,054 \| \| 6 \| Ipiros \| Ioannina \| 9.203,22 \| 3,553.38 \| 336.650 \| €5,827 \| \| 7 \| Ioniske øer \| Korfu \| 2.306,94 \| 890.71 \| 206.470 \| €4,464 \| \| 8 \| Nordlige ægæiske øer \| Mytilini \| 3.835,91 \| 1,481.05 \| 197.810 \| €3,579 \| \| 9 \| Peloponnes \| Tripoli \| 15.489,96 \| 5,980.71 \| 581.980 \| €11,230 \| \| 10 \| Sydlige ægæiske øer \| Ermoupoli \| 5.285,99 \| 2,040.93 \| 308.610 \| €7,816 \| \| 11 \| Thessalien \| Larisa \| 14.036,64 \| 5,419.58 \| 730.730 \| €12,905 \| \| 12 \| Vestgrækenland \| Patras \| 11.350,18 \| 4,382.33 \| 680.190 \| €12,122 \| \| 13 \| Vestmakedonien \| Kozani \| 9.451 \| 3,649 \| 282.120 \| €5,564 \| \| Nr. \| Autonomt samfund \| Hovedstad \| Areal (km²) \| Area (sq. mi.) \| Befolkning[12] \| \| \| (14) \| Athosbjerget \| Karyes \| 390 \| 151 \| 1.830 \| Ukendt \| |              |             |                 |            |            |
| Nr.  | Region | Hovedby      | Areal (km²) | Areal (sq. mi.) | Befolkning | BNP (mia.) |
| 1    | Attika | Athen        | 3.808,10    | 1,470.32        | 3.828.434  | €103,334   |
| 2    | Centrale Grækenland | Lamia        | 15.549,31   | 6,003.62        | 546.870    | €12,530    |
| 3    | Centrale Makedonien | Thessaloniki | 18.810,52   | 7,262.78        | 1.874.590  | €34,458    |
| 4    | Kreta | Heraklion    | 8.259       | 3,189           | 621.340    | €12,854    |
| 5    | Østmakedonien og Thrakien | Komotini     | 14.157,76   | 5,466.34        | 606.170    | €9,054     |
| 6    | Ipiros | Ioannina     | 9.203,22    | 3,553.38        | 336.650    | €5,827     |
| 7    | Ioniske øer | Korfu        | 2.306,94    | 890.71          | 206.470    | €4,464     |
| 8    | Nordlige ægæiske øer | Mytilini     | 3.835,91    | 1,481.05        | 197.810    | €3,579     |
| 9    | Peloponnes | Tripoli      | 15.489,96   | 5,980.71        | 581.980    | €11,230    |
| 10   | Sydlige ægæiske øer | Ermoupoli    | 5.285,99    | 2,040.93        | 308.610    | €7,816     |
| 11   | Thessalien | Larisa       | 14.036,64   | 5,419.58        | 730.730    | €12,905    |
| 12   | Vestgrækenland | Patras       | 11.350,18   | 4,382.33        | 680.190    | €12,122    |
| 13   | Vestmakedonien | Kozani       | 9.451       | 3,649           | 282.120    | €5,564     |
| Nr.  | Autonomt samfund | Hovedstad    | Areal (km²) | Area (sq. mi.)  | Befolkning |            |
| (14) | Athosbjerget | Karyes       | 390         | 151             | 1.830      | Ukendt     |

## Religion
Den græske kirke har stor betydning i samfundet og har spillet en stor rolle under de mange kampe mod besættelsesmagter.
Flertallet af befolkningen tilhører den græsk-ortodokse kirke. Et lille antal er katolikker; de fleste af dem bor på de joniske og ægæiske øer. De fleste grækere har stor respekt for kirken. Mange grækere gør korsets tegn, hver gang de går forbi en kirke. Grækere går langt mere i kirke end danskerne, og især på landet er kirken et samlingspunkt. Præsten er en betydningsfuld person, som ivrigt tager del i landsbyens liv.
Men der er sket et fald i kirkegangen de senere år, og der er blevet færre troende grækere. I EU erklærer kun flere maltesere og cyprioter sig religiøse end grækerne.
Næsten alle grækere deltager i de religiøse festdage, hvoraf de vigtigste er påsken, Mariæ Himmelfart (15. august) og julen.
Fasten, hvor man ikke må spise kød eller andet fra et dyr, bliver stadig overholdt af mange grækere.
Den vigtigste religiøse minoritet er den muslimske. I Nordgrækenland (det østlige Thrakien) bor der ca. 150.000 muslimer, der selv definerer sig som tyrkere og pomakere.[kilde mangler] Endvidere anslås det, at der bor ca. 250.000 nytilkomne muslimske gæstearbejdere. Over 2.000 mennesker er medlemmer af Det øverste råd for etniske (eller nationale) grækere, den førende organisation inden for den nyhedenske hellenisme, som går tilbage til den oldgræske religion. Den 9. april 2017 blev hellenismen officielt anerkendt af den græske stat som trosretning.

## Økonomi
Grækenland har markedsøkonomi med et bruttonationalprodukt (BNP) på 251,7 milliarder US-dollars i 2006. Hovedvægten ligger på turisme (15% af BNP), skibsfart (4,5% af BNP med en arbejdsstyrke på 160.000 svarende til 4% af arbejdsstyrken), bank og finans, produktionsindustri (13% af BNP), byggeindustri (10% af BNP), landbrug (7% af BNP) og telekommunikation. Mange virksomheder, også multinationale, har deres regionale hovedkvarter i Grækenland, da situationen tidligere blev anset som relativt stabil.
Grækenland er verdens største skibsfartsnation med 3.099 skibe på 1.000 BRT eller mere (13. dec. 2007) eller 18% af verdens samlede tonnage. Det er dog lavere end rekorden på ca. 5.000 græske skibe sidst i 1970'erne.

### Græsk økonomi i 1900-tallet
Grækenland var bankerot i 1932. Et hovedproblem for landet selv og for udenlandske investorer var værdifastsættelsen af græske drakmer siden borgerkrigen. Efter en drastisk reform i 1953 knyttede Grækenland drakmen til dollaren helt til systemet brød sammen under oliekrisen i 1973. Dollarkursen sank og trak drakmen med nedad, hvad USA kompenserede for gennem økonomisk støtte til Grækenland. I 1980 var drakmen stærkt svækket i forhold til alle vigtige valutaer. I januar 1983 kom en devaluering med 15,5%, men inflationen lå godt over gennemsnittet i EU; i 1992 var den på 16%. Det store underskud på handelsbalancen medførte, at 21% af statens indtægter i 1992 gik til statsgæld.
Ved EU-medlemskabet i 1981 foregøglede man grækerne en omfattende industriel omstrukturering, en kraftig forøgelse af vareeksporten og massive investeringer, især fra Tyskland. Den største ændring blev imidlertid, at producenter fra EU-lande overtog store markedsandele, hvor de tidligere havde været ubetydelige. Fx ophørte importen af amerikanske biler. Den forventede eksplosion i eksport af græskproducerede varer til andre EU-lande skete aldrig. Græske firmaer fortsatte med at handle med Østeuropa og Mellemøsten. Nye områder som elektronik-industri blev aldrig etableret. EU stillede spørgsmål om de privatejede firmaer, PASOK-regeringen investerede i for at skaffe folk arbejde, selv om de gik med tab. Partiet PASOK betragtede imidlertid ikke Grækenland som vestligt, men nærmest som et uland på linje med den tredje verden.

### Euroen
Grækerne gik over til euro fra 1.januar 2001, selv om EU's krav om mindre end 3% underskud på statsbudgettet og mindre end 60% gæld af BNP langtfra var opfyldt. I Grækenland var forsvarsbudgettet hemmeligt pga. det anspændte forhold til Tyrkiet og holdt udenfor statsbudgettet. Den statsejede jernbane havde flere ansatte end rejsende, og en tidligere minister udtalte, at det ville være billigere at transportere de rejsende gratis i taxi. Men da udstedte statsbanerne aktier, som blev opkøbt af staten af et eget selskab, så opkøbet ikke kom på statsbudgettet som en udgift. I 2004 spurgte budgetminister Peter Doukas sine økonomer om størrelsen på det virkelige underskud på statsbudgettet vedtaget et par måneder tidligere med minus 1,5%. Svaret var: Minus 8,3%. Doukas foreslog besparelser, men økonomerne foreholdt ham, at Grækenland skulle afholde olympiske lege senere samme år, så man kunne ikke risikere strejker.
Efter den sidste EU-hjælpepakke er arbejdsløsheden steget dramatisk og nåede i marts 2012 21,9%. Der er mangel på livsvigtig medicin, fordi græske apoteker nægter at udlevere receptpligtig medicin med statstilskud. Staten har ikke længere råd til at refundere tilskuddet og skylder apotekerne mere end 1,8 milliarder kroner. Liv står i fare, fordi mange sukkersyge ikke kan betale for insulin.
Grækenland har (2012) 712.000 statsansatte i et land med kun ti millioner indbyggere. EU-kommissionen har dokumenteret, at den samlede værdi af kriselån, gældsreduktioner og direkteoverføringer til landet er kommet op i 250.000 kroner pr. indbygger. Det totale beløb anslås til 177% af græsk BNP. Til sammenligning udgjorde Marshallhjælpen i sin tid kun 2,1% af modtagernes BNP.
Græsk økonomi køber 10% mere fra udlandet, end den sælger. Det må afhjælpes ved udenlandske investeringer eller lån, men udlandet vil hverken investere i eller låne til Grækenland. Da grækerne har taget 28% af sparepengene ud af bankerne, er græsk økonomi krympet med 12% fra 2008 til 2012. Spekulanter har i 2012 kunnet købe græsk gæld til 20-25% af pålydende.
Grækenlands gæld var i 2011 1,5 gange større end BNP, og landet har den laveste kreditværdighed for nogen suveræn stat i verden. Sort økonomi udgør 25% af græsk BNP. Henved en tredjedel af udskrevet skat bliver aldrig indkrævet. New York Times skrev i 2010, hvordan det græske skattevæsen ved hjælp af helikopter fik fotograferet og registreret henved 17.000 svømmebassiner i Athen. Kun 324 stod bogført hos skattevæsenet. Da norsk TV2 i 2011 fløj over de samme tage, havde ejerne skjult bassinerne under hvidmalede plader, så de ikke mere var synlige for skattemyndighederne.
En væsentlig belastning for Grækenlands nationaløkonomi er de mange illegale indvandrere.[kilde mangler] EU's grænsebureau Frontex rapporterer, at 141.000 personer blev pågrebet, da de var i færd med at krydse grænsen mod Tyrkiet ulovligt i 2011, en øgning på 35% i løbet af et år. En rapport om Schengen-samarbejdet fra EU-kommissionen påviser, at 75% af den ulovlige indvandring til EU-lande i sidste kvartal af 2011 kom gennem Grækenland. Menneskestrømmen var tidligere delt mellem Grækenland, Italien og Spanien; men Italien har indgået en aftale om retur med Libyen, og Spanien tilsvarende med Senegal og Mauretanien. Grækenland har derimod mislykkedes i at indgå en aftale om retur med Tyrkiet,  og har ingen økonomisk mulighed for at tage sig forsvarligt af sine asylsøgere. Den Europæiske Menneskerettighedsdomstol fandt sidste år det græske asylsystem så "umenneskeligt og nedværdigende", at tilbagesendelser fra andre EU-lande nu er sat i bero.

Et yderligere stort minus er den omfattende korruption og nepotisme sammen med love, der sikrer alle offentligt ansatte ansættelse på livstid. Mange i offentlig sektor bliver ansat på baggrund af deres forbindelser og ikke kvalifikationer. Det gør den offentlige sektor til en af Europas mest ineffektive. Det er en af årsagerne til, at offentlige myndigheder i andre lande og selve EU ofte har svært ved at få relevante informationer om græske borgere, økonomiske forhold eller statistisk materiale fra de græske myndigheder, eller først får det efter flere år. Den græske presse beskæftiger sig dagligt med disse problemer. Fx kostede svindel med pensioner Grækenland mindst 16 millioner euro i 2011. Det græske folkeregister rummer så store svagheder, at pårørende ved at undlade at oplyse om dødsfald, kan fortsætte med at hæve afdødes pension. Arbejdsminister Louka Katseli igangsatte en oprydning, efter at man fandt, at mindst 4.500 døde tjenestemænd stadigvæk modtog pension i lighed med 9.000 grækere over 100 år. Man undersøgte i 2012, hvor mange af de hundredårige, der faktisk er i live.

## Arbejde
Grækenland har et forholdsmæssigt mange selvstændige erhvervsdrivende.[kilde mangler] De fleste små forretninger og industrier er familiedrevne, og 85 % af Grækenlands virksomheder har færre end fire ansatte.[kilde mangler]
Selv om der er vedtaget love om at kønnenes ligestilling, er der stadig flest mænd i ledende stillinger. I familiedrevne foretagender er det sjældent kvinder, der bestemmer.[kilde mangler] Der er dog et stort antal kvindelige selvstændige erhvervsdrivende, og parlamentsformanden indtil september 2007 var en kvinde.
Cirka hver fjerde indbygger arbejder i landbruget og dyrker bomuld, tobak, grøntsager og mange slags frugt. Grækenland er en stor producent af citroner og oliven blandt andet til olivenolie. Vindruer dyrkes til fremstilling af vin og rosiner. Før i tiden var befolkningen på mange af de græske øer næsten fuldstændig afhængig af fiskeri, men det forhold er nu i vid udstrækning overtaget af turistindustrien.

## Turisme
I oldtiden rejste grækerne selv kun ud som handelsfolk, ikke af nysgerrighed eller for fornøjelsens skyld, og nedskrev sjældent, hvad de så og oplevede på rejser. Romerne indledte traditionen med at skrive rejseberetninger. I Grækenland, som da var en romersk provins, forsynede de sig med græske antikviteter. I 1506 tog sir Richard Guylforde på vej til det hellige land først med skib fra Trieste mod syd via Kerkyra, hvor "alle taler græsk, og græske er de virkelig", ned til Methoni med dens store fæstning, som han sejlede forbi "af skræk for tyrkerne". Mens Grækenland var en del af Det Osmanniske Rige, brød vejnettet sammen, og ændringer i havniveauet omgjorde store kyststrækninger til malariabefængt sump; men efter slaget ved Lepanto i 1571 var tyrkerne ikke mere en trussel mod Europa, og det blev nemmere at rejse i egne, de kontrollerede. Efter nederlaget ved Skt. Gotthard-passet i 1664 blev tyrkerne yderligere svækket, og efter venetianernes invasion i Peloponnes i 1685 blev det muligt for rejsende at besøge store dele af landet. I løbet af 1700-tallet øgedes handelen, og da Lord Byron kom til Athen i 1809, lod det engelske publikum sig smitte af hans begejstring. Athens klassiske monumenter var allerede beskrevet af Stuart og Revett i 1770'erne.
Omstrejfende røverbander var i 1800-tallet stadig et problem. I april 1870 blev lord Muncaster og hans følge bortført af røvere mindre end 50 km fra Athen. Fire blev taget som gidsler, mens lord Muncaster blev løsladt for at fremskaffe løsepenge. Af frygt for, at gidslerne skulle blive fragtet over grænsen til Tyrkiet, lod græske myndigheder soldater omringe røvernes lejr, og gidslerne blev dræbt. Episoden vakte stor opstandelse, og dronning Victoria fordømte den græske regering. I 1916 blev Grækenland tilknyttet det europæiske jernbanenet; men Baedekers rejsefører advarede stadigvæk de rejsende om, at "ture til fods af én dags varighed eller mere, er så godt som umuligt pga. klimaet, problemer med at skaffe mad og husly, vilde hunde og det fuldstændige fravær af vejskilte".
Skibstrafikken bestemte turisternes rejserute i 1800- og begyndelsen af 1900-tallet, indtil billige flyrejser førte til en revolution i turismen fra starten af 1960'erne. Selv om Imperial Airways' rute til Indien mellemlandede i Athen, valgte yderst få den mulighed. Charterrejserne viste, at der fandtes et stort marked for solferier i Syden, og yngre mennesker var ikke optaget af, at alt skulle være så flunkende nyt og hygiejnisk. Amerikanernes brug af DDT mod malaria havde ført til, at de værste problemer forsvandt efter anden verdenskrig.[kilde mangler] Masseturismen har tilført Grækenland vigtig valuta, men er mange steder også en væsentlig belastning for miljøet.

### Økonomi
Indtægterne fra turismen faldt under den alvorlige gældskrise i 2010'erne trods stigning i antallet af besøgende. Iflg. den græske nationalbank brugte hver gæst i 2016 i gennemsnit 514,30 EUR mod 579,60 EUR året før. Banken tilskriver udviklingen, at Grækenland er blevet en lavbudget turistdestination.

## Miljø
Landet har omfattende miljøproblemer.[kilde mangler] Der fyres med kul i nogle af Europas mest forurenende elektricitetsværker og udledes store mængder giftstoffer, også tungmetaller som nikkel og krom direkte ud i vandløb. Det kendteste eksempel er floden Asopos nord for Athen, hvor der er en markant stigning i antallet af kræfttilfælde, spontane aborter, samt medfødte misdannelser hos mennesker og dyr. Der er en massiv luftforurening i storbyerne, dels pga. en meget stor befolkningstæthed, dels pga. ineffektivitet og korruption ved kontrol af køretøjers udstødning. Af samme grund er dieselbiler totalforbudt for privatbilister i hele Stor-Athen (da de forurener mere med årene, og staten forudser manglende vedligehold). Et andet miljøproblem er affald. Der er ifølge officielle statistikker et genbrug på 80%, men det reelle tal ligger på nogle få %. Dette, sammenholdt med det ineffektive, og i provinsen ofte ikkeeksisterende affaldshåndteringssystem, resulterer i, at store affaldsmængder tømmes i naturen. EU påbød Grækenland at afklare og løse affaldsproblemet inden 1. januar 2008, men pga. manglende politiske evner og vilje blev meget lidt gjort. Meget store bidrag fra EU til løsning af miljøproblemer er derfor forlangt tilbagebetalt. Miljøpartiet fik ved valget i 2007 betydeligt flere stemmer end ventet, dog var de under spærregrænsen. I disse år investeres i vindenergi i form af vindmøller, og solenergi i form af fotovoltaiske anlæg, idet landet er rigt på begge dele, med mange solskinstimer, og kraftig og hyppig vind .

## Social- og sundhedsvæsen
Der er i landet over 180 forskellige syge-pensionskasser, hvoraf de færreste er i stand til at overholde deres forpligtelse til at udbetale alderspension og afholde sygesikringsudgifter for medlemmerne. Staten lægger derfor årligt meget store summer ud til dækning af udgifterne. Der eksisterer et meget omfattende privat sundhedssystem parallelt med det offentlige, der er overordentligt ineffektivt og regnes som den mest korrupte offentlige etat, med 19% af de rapporterede tilfælde af korruption, foran sagførere og privatpraktiserende læger. Læger har skrevet recepter ud til patienter, der ikke fandtes, eller som ikke fejlede noget. En del af den medicin er eksporteret til lande, hvor de koster mere end i Grækenland. Denne type svindel foregik i størrelsesordenen mellem 50 og 200 millioner euros årligt. Kun undtagelsesvis bliver patienten behandlet uden at erlægge relativt store summer under bordet til personalet, primært lægerne. Der er massiv svindel ved indkøb af sundhedsartikler, hvor der tages meget store, ulovlige, procentmæssige gevinster hjem af læger og økonomisk personale. Græske offentlige sygehuse har betalt op til 600 gange mere for en vare end et sygehus i Storbritannien.
Det private sundhedsvæsen er ineffektivt og dyrt pga. manglende koordination.[kilde mangler] Der er næsten ingen speciallæger i almen medicin ("alment praktiserende læger") og ingen primærsektor, som i sundhedsøkonomisk sammenhæng er kendt for at være en nøglefaktor for effektivitet, kvalitet samt økonomi. Regeringen har en plan for en reform af social-sundhedskasserne til et mindre antal større kasser, men det møder massiv modstand fra den halvdel af de sikrede, der i så fald kom til at gå ned i pension.

## Demografi
| Athen Thessaloniki | 1  | Athen        | Attika            | 3.168.846 | Patras Heraklion |
| Athen Thessaloniki | 2  | Thessaloniki | Centralmakedonien | 806.635   | Patras Heraklion |
| Athen Thessaloniki | 3  | Patras       | Vestgrækenland    | 195.265   | Patras Heraklion |
| Athen Thessaloniki | 4  | Heraklion    | Kreta             | 157.452   | Patras Heraklion |
| Athen Thessaloniki | 5  | Larisa       | Thessalien        | 144.651   | Patras Heraklion |
| Athen Thessaloniki | 6  | Volos        | Thessalien        | 130.094   | Patras Heraklion |
| Athen Thessaloniki | 7  | Acharnes     | Attika            | 100.723   | Patras Heraklion |
| Athen Thessaloniki | 8  | Chania       | Kreta             | 88.525    | Patras Heraklion |
| Athen Thessaloniki | 9  | Ioannina     | Epirus            | 85.803    | Patras Heraklion |
| Athen Thessaloniki | 10 | Chalcis      | Centralgrækenland | 74.564    | Patras Heraklion |

## Kultur

### Græsk mad
Den græske madkultur har kun ændret sig lidt igennem tiderne, og bærer på arven fra det oldgræske og det byzantinske køkken. Senere er kommet inspiration fra Tyrkisk og mellemøstlig mad, som i høj grad selv er inspireret af det byzantinske køkken. Græsk mad er en del af det sunde middelhavskøkken, og grækerne lægger stor vægt på at spise friske råvarer som tomater, frisk fisk fra fiskerbådene, urter og grøntsager lige fra bjergskråningerne og citroner og figner lige fra træet.
Et græsk måltid starter med mezé, som er en eller flere små retter. Derefter serveres hovedretten med salat og brød, eller man spiser udelukkende mezédes. Feta spises i salater, som mezé eller ostetærte (tiropita). Bagværk og kager spises normalt et stykke tid før eller efter måltidet og ikke ved middagsbordet, hvor grækerne hellere slutter af med en kop stærk sød kaffe. Det traditionelle køkken er således ikke delt op i decideret forret, hovedret, dessert. Og dessert er en ny del af det græske køkken.
Det græske køkken har mange traditioner og meget af den mad der spises i dag, især i bjergegnene på fastlandet, er ikke meget anderledes end den mad, der blev spist for tusinde år siden med grøntsager, oliven, bønner og linser. I byerne og på øerne er man ved at gå væk fra den traditionelle middelhavskost og bl.a. smør er ved at vinde indpas i kosten. Det var næsten ukendt for få årtier siden,[kilde mangler] hvilket har haft en negativ indflydelse på folkesundheden.[kilde mangler]

### Musik og dans
Musik har altid haft stor betydning for grækerne og ordet musik stammer fra græsk.
Hver egn har sin traditionelle musik, instrumenter, danse og dragt. Danserne bevæger sig med hinanden i hånden i en lang række. Albuerne er bøjede, så armene, der holdes i skulderhøjde, danner et W. Alle danser basistrinene og lederen kan, som den eneste, afvige fra disse, og dette gælder samtlige danse.
De lokale instrumenter er følgende:
1. klarino (klarinet) (Ipiros, Sterea Ellada, Peloponissos = nordvestlige og sydlige fastland samt Peloponnes), fællestræk med serbisk og albansk musik.
2. gaida (sækkepibe) (Makedonia, Thrake =nordøstlige fastland), fællestræk med rumænsk og bulgarsk musik.
3. lira (Pontos (= Sortehavet (=østlige Lilleasien) og Kreta). Visse områder i Kaukasus har musik der ligner især pontisk græsk musik.
4. guitar og mandolin (joniske øer), fællestræk med italiensk musik.
5. bouzuki og baglamas (vestlige Lilleasien), fællestræk med tyrkisk musik.
6. violin (ægæiske øer), fællestræk med italiensk musik.

De gamle folkesange kaldes under et for dimotika (folkesange) mens de nye folkesange (efter ca. 1920) kaldes laïka (som også betyder folkesange), og til laïka spilles der oftest bouzouki, da laïka er en videreudvikling af den vestlilleasiatiske græske musik der kom til Grækenland i 1922 under den store befolkningsudveksling.
Man skal dog være klar over at grækere i daglig tale benytter følgende betegnelser: Kategori 1 (og kun denne) kaldes dimotika, kategori 2 kaldes makedonika (makedonsk) og thrakiotika (thrakisk), kategori 3 kaldes pontiaka (fra Sortehavet) hhv. kritika (kretensisk), kategori 4 kaldes ionia (nisiotika) (ionisk (ømusik)). Kategori 5 kaldes rembetika og kategori 6 nisiotika (fra øerne, underforstået de ægæiske øer). Af traditionel musik skal endelig nævnes den byzantinske musik og salmer.
I 2005 vandt Grækenland det Internationale Melodi Grand Prix (Eurovision Song Contest). Vindersangen hed My Number One og var sunget af Helena Paparizou.
Græsk musik og kultur er lige som den danske blevet mere international. Mange, særligt unge, lytter derfor til moderne græsk popmusik, som nedsættende kaldes for skiladika.

### Sport
Grækenlands fodboldlandshold lå som nummer 43 på FIFA's verdensrangliste i januar 2017 og havde sin højeste placering som nummer 8 i verden i 2008 og 2011. De vandt europamesterskabet i 2004 under træneren Otto Rehhagel, hvilket var en af de største overraskelser i fodboldens historie. Grækenlands Super League er landets højeste fodboldliga for mænd og består af fjorten hold. De mest succesfulde er Olympiakos, Panathinaïkos, AEK Athen, PAOK, AE Larisa F.C. og Aris Thessaloniki.